# Трясохвіст бурочеревий
Трясохві́ст бурочеревий (Cinclodes aricomae) — вид горобцеподібних птахів родини горнерових (Furnariidae). Мешкає в Перу і Болівії.

## Опис
Довжина птаха становить 20 см, вага 50 г. Верхня частина тіла шоколадно-коричнева, тім'я темніше. Над очима білі "брови". Хвіст темний, кінчики крайніх стернових пер білі. Горло і бічні сторони шиї білуваті, поцятковані темними плямками. Нижня частина тіла світло-сірувато-коричнева, поцяткована кремовими плямками. Крила темні з помітними червонуватими або рудуватими краями. Дзьоб великий, темний, на кінці дещо вигнутий.

## Поширення і екологія
Бурочереві трясохвости мешкають в Андах на південному сході Перу та на півночі Болівії, в департамені Ла-Пас. Вони живуть у вологих гірських тропічних лісах Polylepis та у високогірних чагарникових заростях. Зустрічаються на висоті від 3500 до 4800 м над рівнем моря. Живляться безхребетними, яких шукають в лісовій підстилці.

## Збереження
МСОП класифікує цей вид як такий, що перебуває на межі зникнення. За оцінками дослідників, популяція бурочеревих трясохвостів становить близько 250 птахів. Їм загрожує знищення природного середовища.